# توم كاسيدي
توم كاسيدي هو لاعب هوكي الجليد كندي، ولد في 15 مارس 1951 في Blind River, Ontario ‏ في كندا.

## وصلات خارجية
- توم كاسيدي على موقع دوري الهوكي الوطني (الإنجليزية)
- توم كاسيدي على موقع HockeyDB.com (الإنجليزية)
- توم كاسيدي على موقع Hockey-Reference.com (الإنجليزية)